# Ian Tattersall
Pour l’article homonyme, voir Tattersall.
Ian Tattersall, né le 5 octobre 1945, est un paléoanthropologue et primatologue américain d'origine britannique. Il est conservateur au Musée américain d'histoire naturelle, à New York. Il est à la fois spécialiste des Lémuriens et spécialiste de l'évolution de l'Homme, sur laquelle il a écrit deux ouvrages de vulgarisation traduits en français.

## Formation
Ian Tattersall est né en 1945 au Royaume-Uni et a grandi en Afrique de l'Est. Il a fait des études d'archéologie et d'anthropologie à l'université de Cambridge, en Angleterre, et a obtenu son PhD en 1971 à l'université Yale, dans le Connecticut, aux États-Unis.

## Carrière académique
Il a longtemps été conservateur au Musée américain d'histoire naturelle, à New York.

## Primates
Ian Tattersall a décrit plusieurs espèces actuelles et fossiles de Lémuriens de Madagascar. Il a contribué par ses recherches à définir la phylogénie moderne de l'infra-ordre des Lemuriformes.

## Évolution de l'Homme
Ian Tattersall a dirigé ou contribué à plusieurs ouvrages encyclopédiques destinés aux spécialistes sur les fossiles humains et / ou l'évolution de l'Homme.
Ian Tattersall et son collègue Jeffrey Schwartz ont notamment cherché à inventorier de manière standardisée les principaux fossiles humains connus, afin de clarifier le paysage quelque peu chaotique qui prévalait jusque là. Le résultat est un ouvrage en trois volumes, The Human Fossil Record (2005), qui décrit tous les fossiles selon des normes photographiques et morphologiques cohérentes, permettant ainsi aux chercheurs de faire des comparaisons pertinentes sans avoir besoin de consulter les originaux.
Dans son ouvrage, L'Émergence de l'homme, Ian Tattersall émet notamment une critique fouillée de l'approche comportementaliste et sociale de l'évolution de la vie, symbolisée par Richard Dawkins et son ouvrage Le Gène égoïste. Il y appuie la théorie de la Modernité comportementale, développée peu avant par son confrère Richard Klein, théorie toujours en vogue aujourd'hui parmi les chercheurs américains.

## Publications
- (en) Ian Tattersall, The Primates of Madagascar, New York, Columbia University Press, 1982
- Ian Tattersall, L'Émergence de l'homme : essai sur l'évolution et l'unicité humaine, « NRF Essais », Gallimard, 1999, 282 p.
- Ian Tattersall, Petit traité de l'évolution, collection Le Temps des sciences, Fayard, 2003, 209 p.
- (en) Ian Tattersall, Masters of the Planet : The Search for Our Human Origins, Palgrave Macmillan, 2012, 289 p. (ISBN 0-230-10875-X, lire en ligne)

### En collaboration
- (en) Ian Tattersall, Jeffrey Schwartz, The Human Fossil Record, 2005
- (en) Eric Delson, Ian Tattersall, John van Couvering, Alison Brooks, Encyclopedia of Human Evolution and Prehistory, éd. Routledge, New York, 2nde édition 2017

### Direction éditoriale
- (en) Winfried Henke, Ian Tattersall (dir.), Handbook of Paleoanthropology, éd. Springer, 2015

## Hommages
Le nom binominal du Propithèque à couronne dorée, Propithecus tattersalli, est dédié à Ian Tattersall, qui fut le premier à apercevoir cette espèce de lémurien en 1974.